# Cattedrale di Toul
L'ex cattedrale di Santo Stefano (in francese cathédrale Saint-Étienne) è stata la cattedrale della soppressa diocesi di Toul, appartenente ora alla diocesi di Nancy. Sorge a Toul, nella regione della Lorena, in Francia.
Riedificato in più riprese, l'edificio attuale è il sesto eretto in questo luogo, contemporaneamente alla cattedrale di Reims, e rappresenta un notevole esempio dell'architettura gotica, soprattutto per la sua facciata, capolavoro dello stile gotico fiammeggiante.

## Storia e descrizione

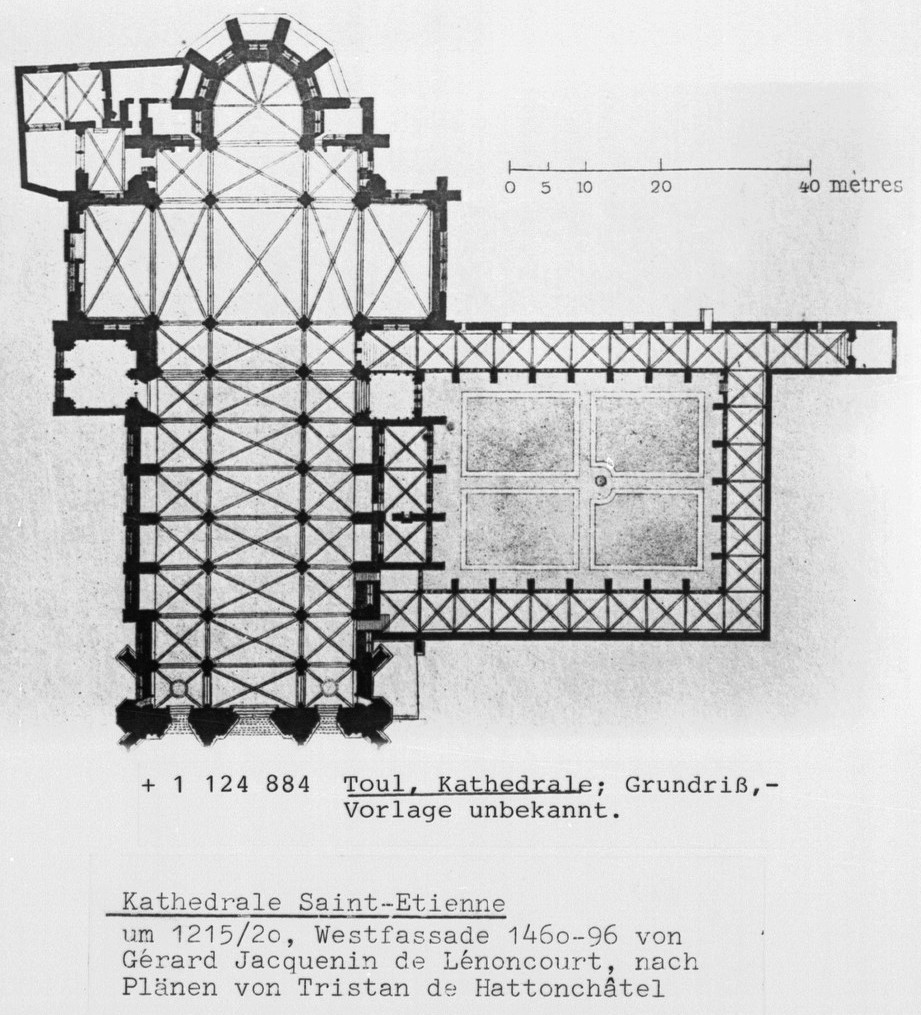
Pianta della cattedrale e del chiostro.

### Origini e edifici precedenti
La prima cattedrale fu costruita nella seconda metà del V secolo, probabilmente sul luogo di un antico tempio romano andato distrutto dagli Unni. Era in realtà un complesso episcopale formato da tre chiese: una dedicata a Nostra Signora, la seconda a Santo Stefano e la terza, che serviva da battistero, a San Giovanni Battista.
Fra il 963 e il 967, il vescovo Gerardo di Toul fa intraprendere la costruzione di una cattedrale in stile romanico  che assembli le tre basiliche. Nell'XI-XII secolo la cattedrale subì diverse ricostruzioni su, probabilmente, un impianto romanico-renano con coro affiancato da torri, sull'impronta del Westwerk.

### La cattedrale attuale

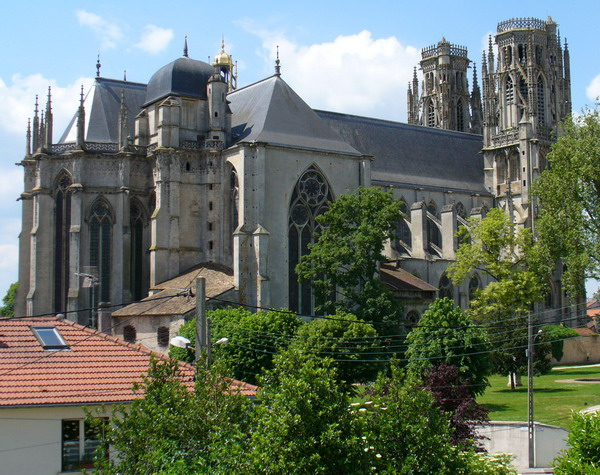
Veduta della parte posteriore.

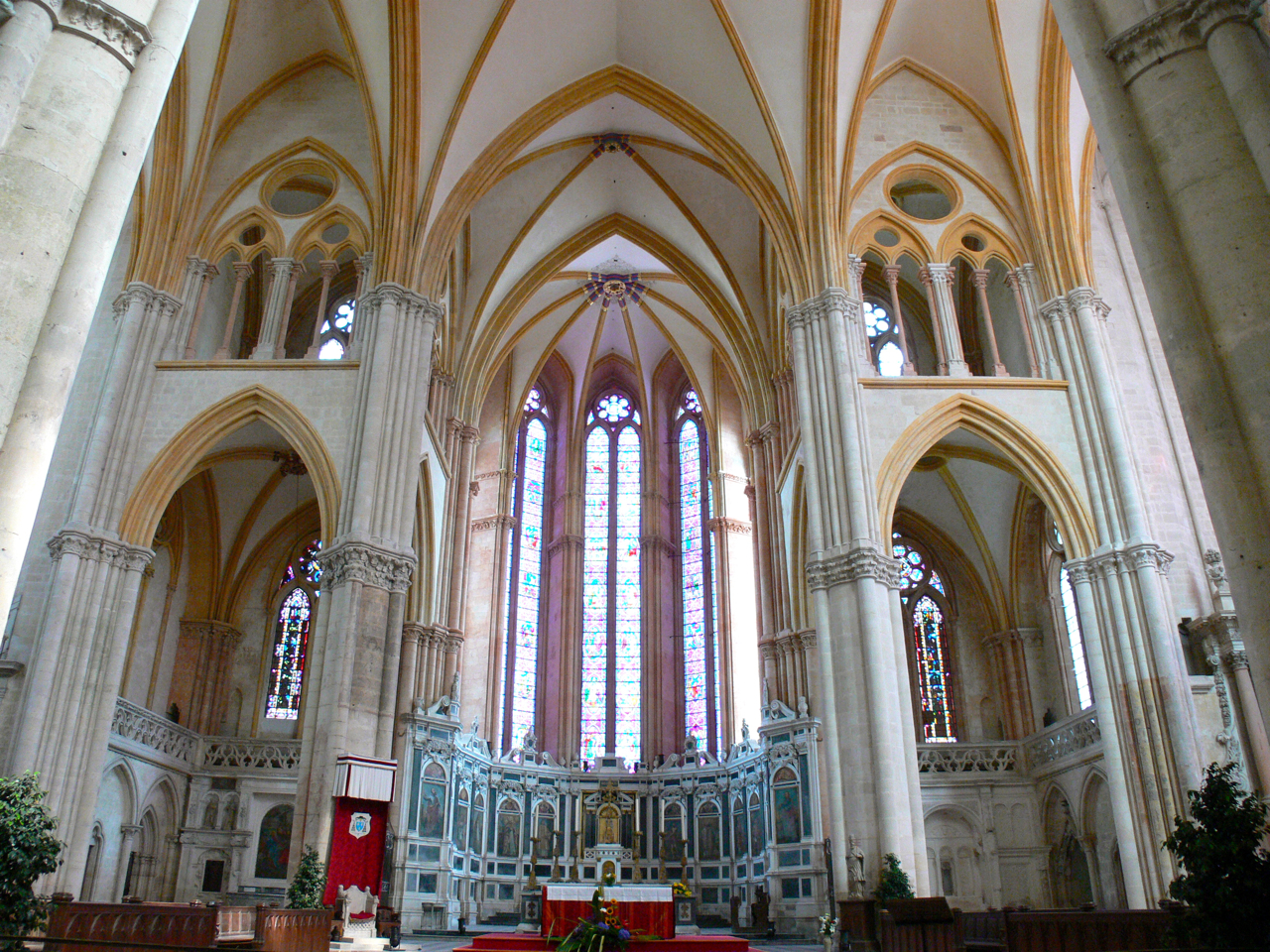
Il coro.

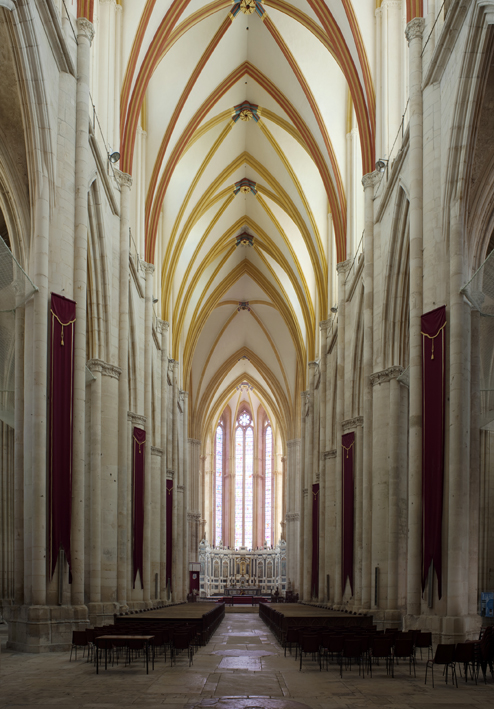
Veduta dell'interno.

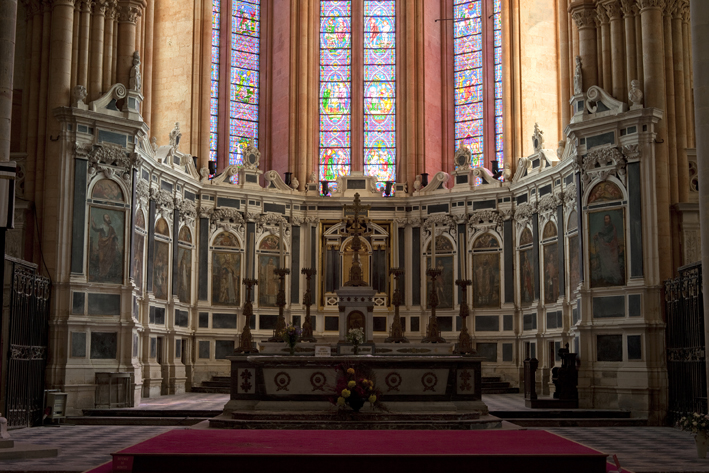
Il paramento barocco del coro.

La costruzione della cattedrale attuale si sviluppa su tre secoli. Iniziata verso il 1210 smantellato man mano l'edificio romanico, conobbe più fasi di costruzione abbastanza rapide, ma anche dei fermi dei lavori assai lunghi, legati alla storia della città episcopale. Venne terminata solo nel 1497 con l'erezione della splendida facciata "fiammeggiante".
Il grande cantiere gotico inizia dal coro, fiancheggiato da due torri dette Armoniche, contenenti cappelle sormontate da tribune, ma con l'assenza del deambulatorio, che permette la realizzazione di altissimi e slanciati finestroni absidali. Questo stile, influenzato dall'area renana, diverrà il modello per il cosiddetto Coro lorenese, che segnerà notevolmente l'architettura regionale, come la Cattedrale di Verdun, la Basilica di Saint-Nicolas-de-Port o la Basilica di San Vincenzo a Metz.
Questa prima campagna di lavori si svolge rapidamente, tanto che nel 1235 il coro era terminato.
La costruzione del vasto e audace transetto e della prima campata del piedicroce inizia nel 1275 per essere già completato nel 1297. In seguito si pone mano alla realizzazione del portale verso il chiostro e delle prime campate di quest'ultimo.
Le cinque ultime campate del piedicroce vengono erette fra il 1331 e il 1400, parallelamente alla distruzione graduale della navata romanica. Vengono realizzate con un rispetto stilistico scrupoloso dell'impianto del coro, realizzato armai un secolo prima. Anche il chiostro gotico, il più grande di Francia in questo stile, viene terminato, sotto la direzione di Pierre Perrat (morto nel 1400), nel rispetto del disegno originale delle prime campate già edificate alla fine del '200. Ne risulta una grande unità stilistica.
Tuttavia fra il 1400 e il 1460 i lavori sono totalmente interrotti a causa della guerra fra i duchi di Borgogna e di Lorena.
Nel 1460 il capitolo della cattedrale chiede un aiuto per la fine dei lavori al papa e al re di Francia, ricevendo un dono di 1.000 lire dal primo, e di 1.500 dal secondo.
Così si riaprì il cantiere. La costruzione dell'ultima campata del piedicroce e la parte della facciata, fino al rosone venne guidata da Jacquemin de Lenoncourt.
Il 9 marzo il capitolo di Toul affida il disegno della facciata a Tristan de Hattonchâtel che la terminerà nel 1496 con l'erezione delle due torri gemelle. L'edificio era finalmente completato.

### Modifiche e aggiunte
Tra la fine del XV secolo e l'inizio del XVI viene realizzato l'altare delle reliquie in una cappella della navata laterale destra, che combina elementi gotici e rinascimentali.
Nel 1503 viene realizzata la grande vetrata della testata nord del transetto con l'Incoronazione della Vergine, opera probabilmente di Jehan le Verrier, ornata dagli stemmi dei suoi mecenati.
In epoca rinascimentale la cattedrale viene completata con la costruzione di ulteriori elementi. Vien realizzata la lanterna sulla crociera dei tetti, detta à la Boule d'Or (alla Bolla d'Oro), verso il 1530 vengono sopraelevati i due campanili del coro; prima del 1533 il vescovo Hector d'Ailly-Rochefort (1524-1532) ordina la costruzione della Cappella dei Vescovi, in stile rinascimentale, aperta sulla navata laterale sinistra. Nel 1534-36 si realizza il pinnacolo-campanile al centro della facciata in stile rinascimentale. Prima del 1549 il cantore Jean Forget commissiona la costruzione della Cappella di Ognissanti, aperta sulla navata laterale destra. Bell'esempio di stile rinascimentale, sormontata da una volta cupolata con lanterna.
Nel 1561 con il crollo della parte superiore della torre meridionale del coro, il capitolo decide di ridurre l'altezza anche della torre nord, sia per sicurezza che per un restauro simmetrico, secondo i gusti del XVI secolo. Vi fanno aggiungere le coperture odierne a cappello di prete.
Tra il 1625 e il 1725 si procede a una ristrutturazione del coro con l'aggiunta del paramento barocco all'abside, costituito da marmi e quadri rappresentanti Santi dipinti a olio su tela da Rémond Constant. Ogni pannello dipinto era rimovibile e servivano, in origine, come sportelli per i reliquiari corrispondenti a ogni santo. La statua in alabastro.

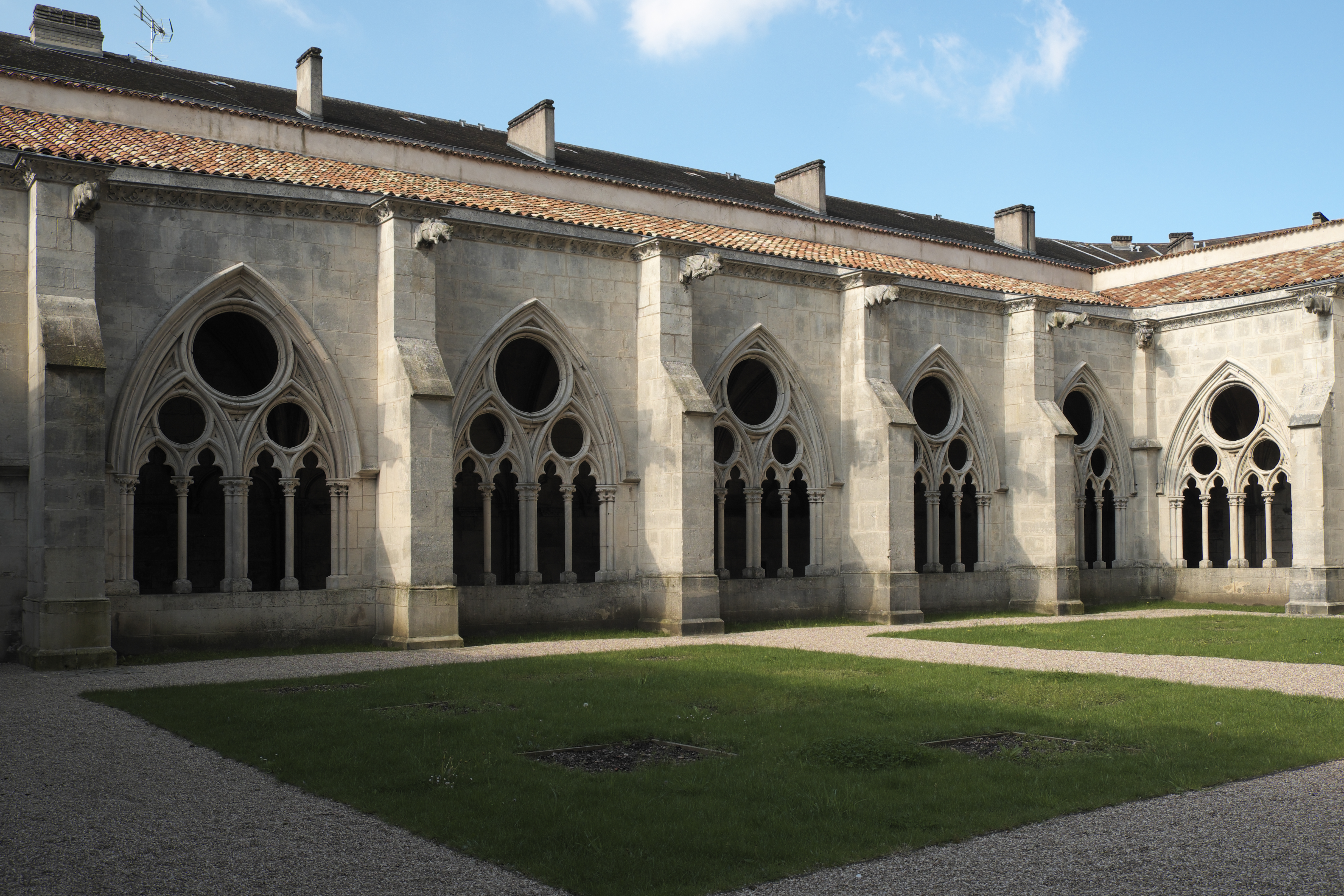
Il chiostro.
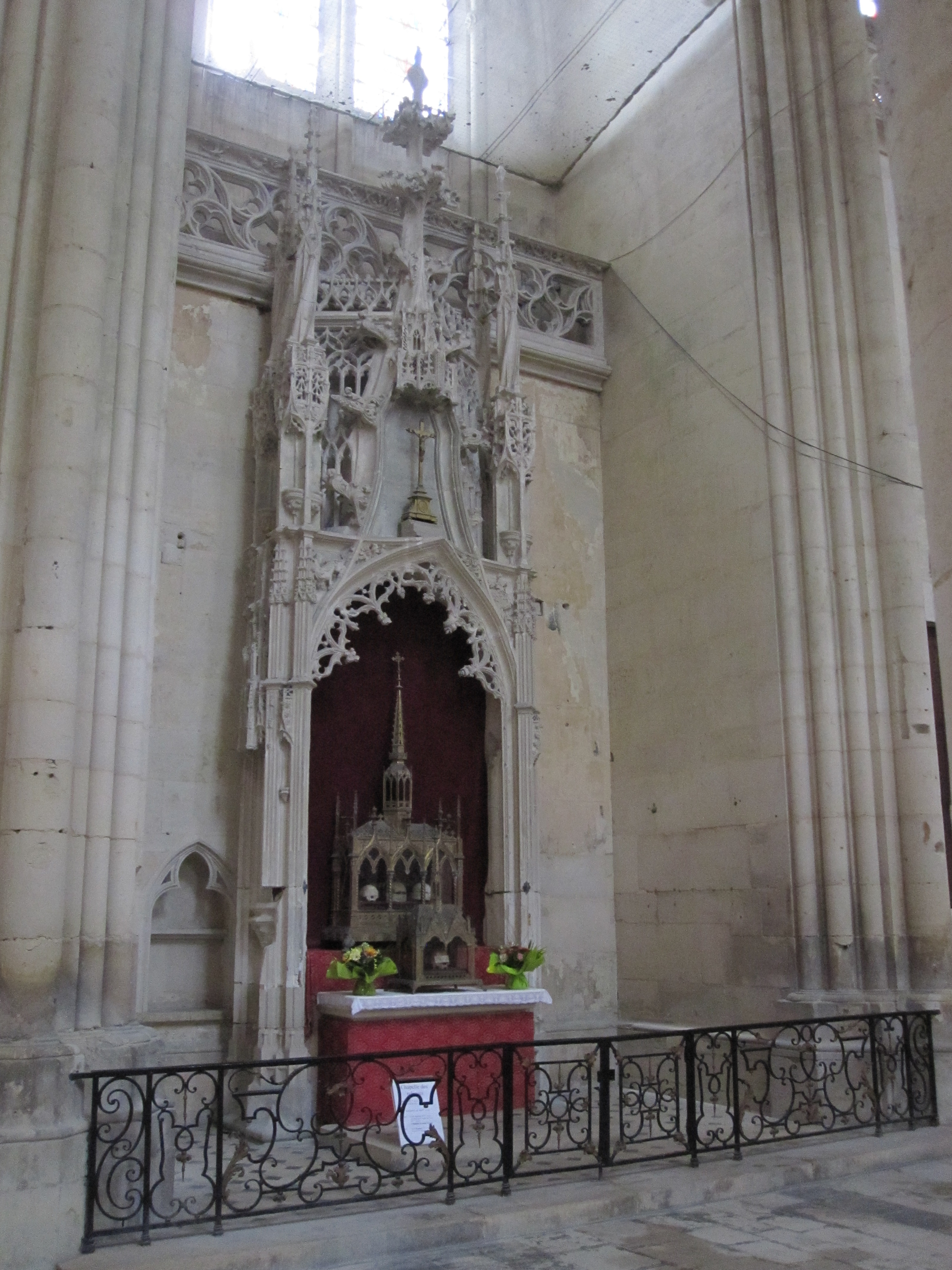
L'Altare delle reliquie.
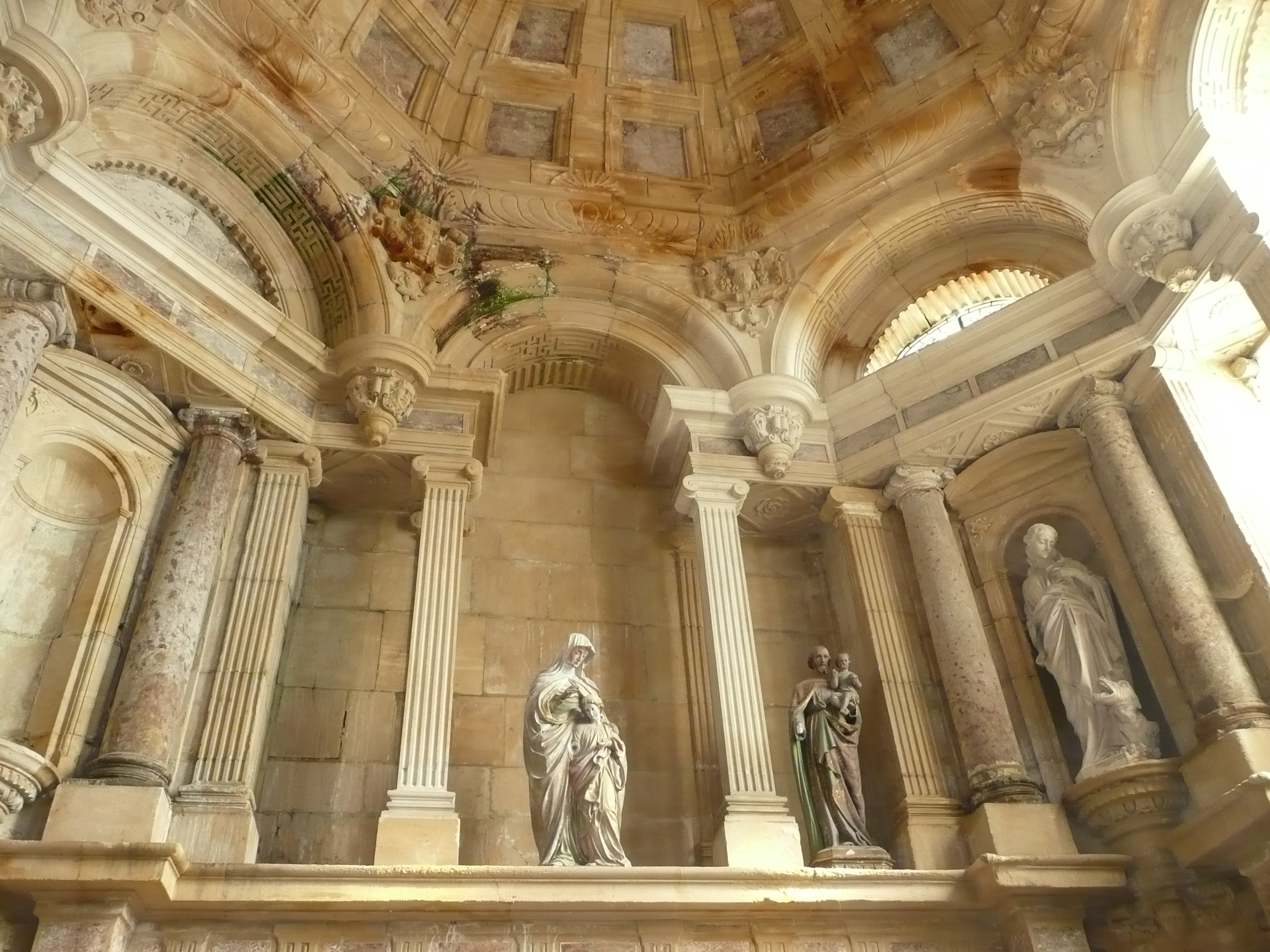
La Cappella di Ognissanti.

### Due cattedrali per una sola diocesi
Nel 1648 la Pace di Westfalia, che pose fine alla Guerra dei Trent'anni, sanciva l'annessione definitiva del Vescovato di Toul al Regno di Francia. Ciò provocò una lenta e lunga decadenza di Toul, Nel 1776 la diocesi di Toul, ricopriva più della metà del Ducato di Lorena, venne smembrata per ricavare il territorio delle nuove Diocesi di Nancy e di Saint-Dié
Nel 1790 il vescovado di Toul, che esisteva fin dal IV secolo, venne soppresso a favore di Nancy; inoltre nel 1794 le autorità della Rivoluzione francese spogliarono la cattedrale delle statue sui portali, dello jubé, degli stalli del coro (posizionato sotto la crociera del transetto) e le decorazioni scultoree del chiostro. Un'idea della statuaria si può avere guardando il portale della chiesa di San Martino a Pont-à-Mousson, fortemente ispirato a quello di Toul.
Nel 1824 il vescovo di Nancy diviene vescovo di Nancy-Toul e la cattedrale restaurata. 
Nel 1840 viene dichiarata monumento storico dallo Stato francese, e il suo chiostro nel 1889. 
Nel 1870, la facciata e le parti laterali vengono danneggiate dai Prussiani e nel 1874 Émile Boeswillwald, architetto capo dei Monumenti storici, intraprende la restaurazione completa della cattedrale. 

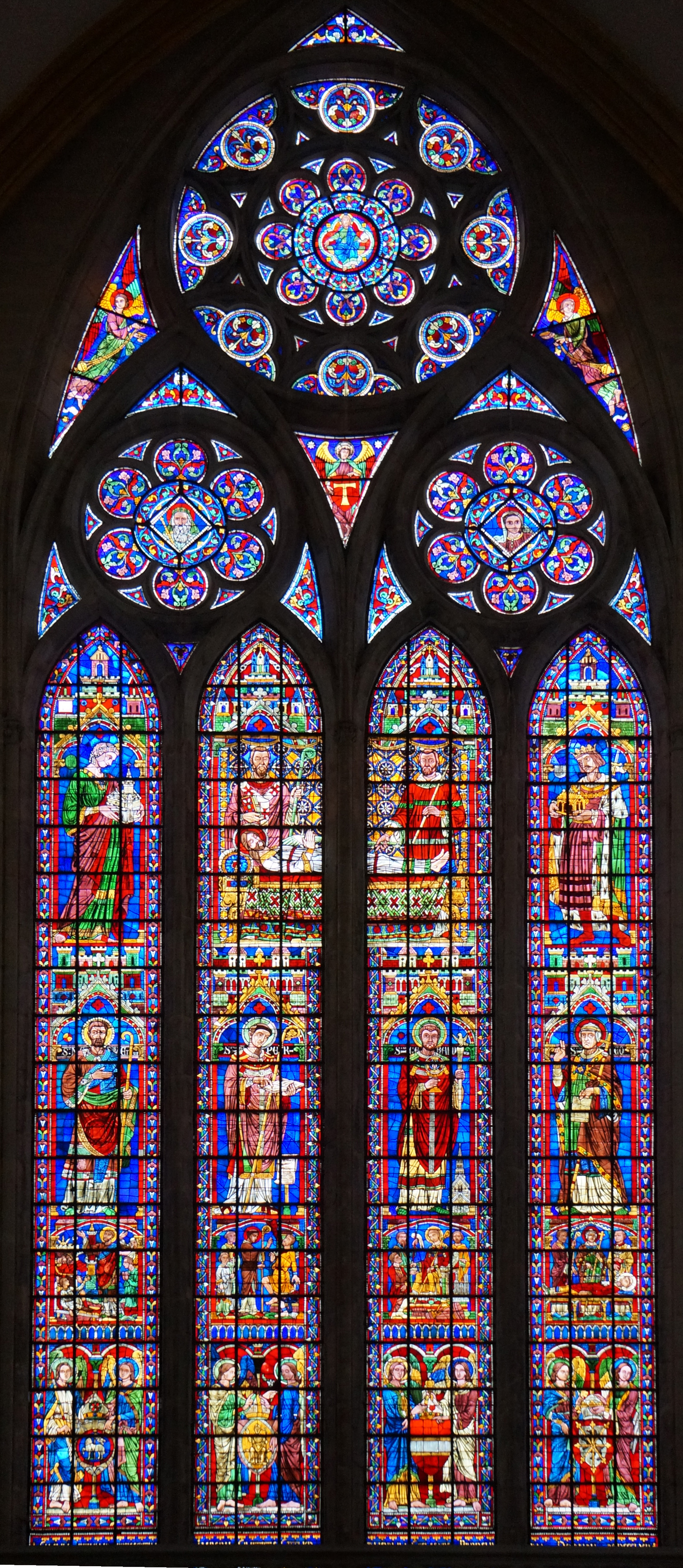
Vetrata dellInvenzione delle reliquie di Santo Stefano, Balthazar de Gachéo, 1863.

Durante la prima guerra mondiale, il 19 giugno del 1940, la torre meridionale della facciata, l'organo e la totalità dei tetti furono annientati da un bombardamento. Dopo la guerra la torre e l'organo vennero restaurata ma una copertura provvisoria a protezione delle volte restò in loco quarant'anni, tanto fu tardivo il restauro. Infatti con la soppressione della diocesi di Toul, la cattedrale entrò in possesso del Comune che dovette accollarsi le ingenti spese di restauro. Nel 1978 l'edificio venne addirittura chiuso per la debole stabilità delle coperture. Un vero restauro fu intrapreso nel 1981e terminò solo nel 1995.

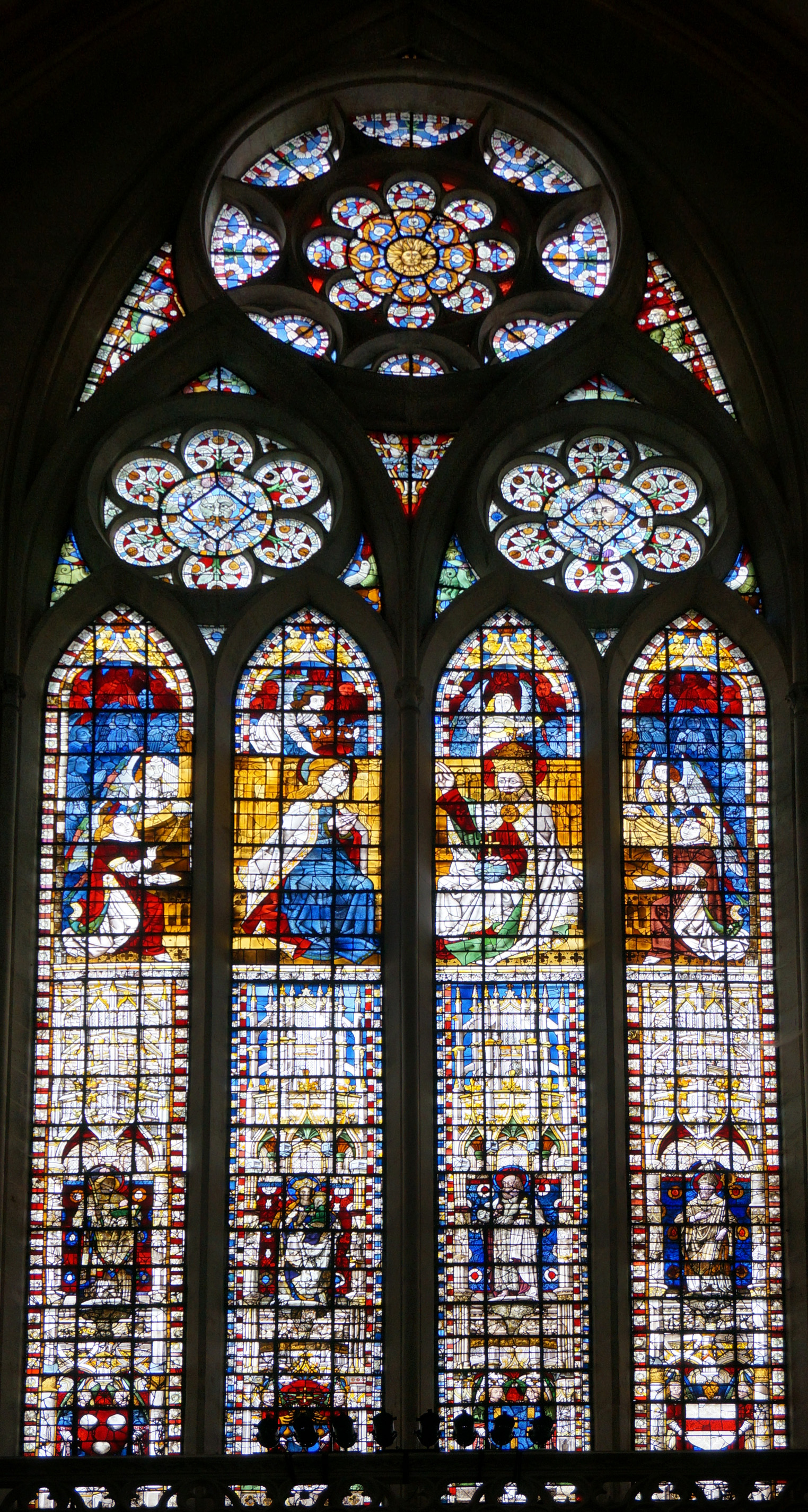
Vetrata dell'Incoronazione della vergine, 1503.

## Vetrate
Il coro della cattedrale fu dotato di vetrate per volere del vescovo Roger de Mercy nel 1235. Queste vetrate, che raffigurano Scene bibliche e della Vita dei Santi furono spostate nelle absidiole vicino al coro nel XIX secolo in seguito alla nuova commissione del capitolo al mastro vetraio Casimir de Balthazar de Gachéo, che concepì le nuove vetrate delle tre finestre absidali del coro, alte ben 26 metri. In uno stile storicistico, il maestro raffigurò 14 scene della Vita di Cristo nella vetrata centrale, scene dell'Antico Testamento, in quella sinistra, e scene chiave della Vita della Chiesa in quella destra.
Il capolavoro di Balthazar de Gachéo è il grande finestrone della testata sud del transetto, del 1863. Questa enorme finestra di 28 metri d'altezza (216 m²) evoca, nella parte superiore, l'Invenzione delle reliquie di Santo Stefano e in quella inferiore raffigura quattro dei più celebri vescovi-santi di Toul con scene della loro vita: San Mansueto di Toul, Sant'Apro di Toul, San Gerardo di Toul e Bruno d'Eguisheim-Dagsbourg, divenuto Santo Papa Leone IX.
Le vetrate del transetto nord risalgono al XV-XVI secolo e rappresentano l'Incoronazione della Vergine, ricordando la doppia consacrazione della chiesa a Nostra Signora. Questa vetrata, terminata nel 1503, è di grandiose proporzioni come la gemella del transetto sud; porta le iniziali I.V. di Jean le Verrier.
I finestroni del cleristorio della navata centrale portano delle grisailles dai bordi bluastri del XV secolo.

## Dimensioni
| Lunghezza esterna: 100 m          |
| Lunghezza del piedicroce: 52,50 m |
| Larghezza della facciata: 32 m    |
| Altezza delle volte: 32 m         |
| Altezza delle torri: 65 m         |
| Lunghezza del transetto: 57 m     |